# Enrique III de Glogovia
Enrique III de Glogów (en polaco: Henryk; 1251/1260 - 11 de diciembre de 1310) fue duque de Głogovia desde 1274 hasta su muerte, y también duque de parte de la Gran Polonia entre 1306 y 1310.
Fue uno de los hijos (probablemente el segundo) de Conrado I, Duque de Głogovia, y su primera esposa, Salomé, hija del Duque Vladislao Odonic de Gran Polonia.

## Vida

### Primeros años
Se sabe poco de los primeros años de vida de Enrique. En 1267, estuvo presente en la canonización de su bisabuela Eduvigis de Andechs. Cuando murió su padre en 1274 él y sus hermanos eran aún menores, por lo que quedó bajo la tutela de su madrastra Sofía de Landsberg (viuda de su padre) y el canciller Mikołaj. Poco después, vendieron las ciudades de Bolesławiec y Nowogrodziec nad Kwisą al arzobispo de Magdeburgo.

### Comienzo de la cooperación con Enrique II Probo
La primera participación de Enrique III en la política fue en 1277, cuando junto con Premislao II de Gran Polonia participó en una expedición contra su tío Boleslao II el Calvo. El viaje fue provocado por la actitud del duque de Legnica, que, para obtener concesiones territoriales, secuestró y encarceló al joven Enrique IV. Enrique III y el rey de Bohemia Otakar II formaron una coalición de príncipes silesios para ayudar a Enrique. Sin embargo, fueron derrotados en la Batalla de Stolec el 24 de abril de 1277. A la cabeza de las tropas de Legnica estaba el hijo y heredero de Boleslao II, Enrique V el Gordo. Probablemente fue aquí donde comenzaron los conflictos entre él y Enrique V, lo que más causaría grandes problemas al duque de Legnica.

### Caída de Otakar II y División del Ducado de Glogovia
Un año más tarde Enrique III participó en la Batalla en el Marchfeld (26 de agosto de 1278), donde Otakar II perdió la vida. Ese mismo año, Enrique III tuvo que repartir sus tierras con sus hermanos. Enrique retuvo las principales ciudades del Ducado —Głogów, Bytom Odrzański y Kożuchów—; Conrado II el Jorobado obtuvo Ścinawa y Przemko recibió Żagań y Nowogród Bobrzański; poco después Conrado II partió a estudiar a Bolonia, y Enrique IV Probo tomó sus tierras en su nombre; con esto, el gobernante de Breslavia dejaba claras sus intenciones de extender su soberanía sobre todos los otros príncipes y gobernantes de Glogovia y Silesia.

### Influencia de Enrique IV Probo sobre Silesia
En 1281 Enrique III, junto con Enrique V el Gordo y Premislao II de Gran Polonia fueron invitados por Enrique IV Probo a una reunión en Sądowel. El duque de Breslavia capturó a los tres Duques, a los que sólo liberó después de que reconocieran su señorío. Aunque el acuerdo se concluyó bajo coacción, resistió la prueba del tiempo y en los siguientes años, Enrique III y su hermano Przemko II se mantuvieron cercanos al duque de Breslavia en su gran conflicto político eclesiástico con el obispo Tomás II de Breslavia. Su lealtad a Enrique IV Probo hizo que el gobernante de Głogovia fuera excomulgado dos veces. Sólo tras la muerte de Enrique IV, sus relaciones con el clero volvieron a la normalidad.

### Muerte de Enrique IV y ejecución de su testamento
La estrecha cooperación entre Enrique III y Enrique IV Probus quedó clara cuando Enrique III fue nombrado caballero en Krosno Odrzańskie el 11 de enero de 1288. La mayor prueba del sometimiento del duque de Glogovia fue cuando, tras la muerte de su hermano Przemko el 26 de febrero de 1289. Enrique IV se anexionó el ducado de Ścinawa sin ninguna protesta de Enrique III. Sin embargo, un año después, el 23 de junio de 1290, Enrique IV Probo murió repentinamente, probablemente envenenado, lo que afectó seriamente la carrera del Duque de Glogovia. En su testamento, Enrique IV nombraba a Enrique III como su heredero principal. Sin embargo, los caballeros y burgueses de Breslavia tenían otros planes y un mes más tarde (mediados de julio de 1290) obligaron a Enrique a escapar. Los rebeldes invitaron a Enrique V el Gordo de Legnica como nuevo gobernante. Se desconocen las razones de la revuelta de Breslavia, pero tal vez la dureza de Enrique III fue un factor decisivo. En cualquier caso, Enrique III se negó a aceptar la situación y declaró la guerra a Enrique V.

### Guerra contra Enrique V el Gordo
Poco después de hacerse con el control de Breslavia, Enrique V el Gordo obligó al duque de Glogiva a renunciar a todas sus pretensiones sobre los territorios de Chojnów, Boleslawiec, Gościszów, Nowogrodziec, Ścinawa, Wińsko, Syców, Uraz, Trzebnica, Milicz y Sądowel. Sin embargo, Enrique III logró recuperar Ścinawa poco después.
Ambos bandos buscaron rápidamente aliados para la guerra que se avecinaba. Enrique III hizo un tratado con la Casa de Wettin, fortaleciendo esta alianza casándose con la hija Alberto I de Brunswick-Lüneburg, Matilda (marzo de 1291). Contó también con el apoyo de Otón IV, margrave de Brandeburgo-Stendal y Premislao II de Gran Polonia, con el que acordó que, si Premislao II moría sin descendencia masculina, el duque de Glogovia heredaría sus tierras. Por su parte, Enrique V el Gordo obtuvo el apoyo del rey Wenceslao II de Bohemia.
El gobierno de Enrique V sobre Breslavia fue extremadamente conservador y pronto encontró oposición entre la nobleza. Uno de ellos, Pakosław Zdzieszyca, fue condenado a muerte acusado de asesinato. La venganza del hijo de Pakosław, Lutka, fue impresionante: el 11 de noviembre de 1293 capturó a Enrique V y se lo entregó a Enrique I, quien lo puso en una jaula de hierro durante casi seis meses. Enrique V fue liberado después de entregar las ciudades de Namysłów, Bierutów, Oleśnica, Kluczbork, Byczyna, Wołczyn, Olesno, Chojnów y Bolesławiec (casi 1/3 de las tierras de Enrique IV) y sus respectivas fortalezas a Enrique III, pagar un rescate de 30.000 piezas de plata y prometer ayuda militar al duque de Głogovia en los siguientes cinco años.

### Muerte de Premislao II y sucesión sobre la Gran Polonia
El 8 de febrero de 1296 el Duque de Gran Polonia y desde 1295 Rey de Polonia Premislao II fue asesinado. La alianza  entre Gran Polonia y Glogovia se había derrumbado en 1293, cuando Premislao II atacó al Duque Vladislao I de Cuyavia. Por ello, la nobleza de la Gran Polonia eligió a Vladislao I como sucesor de Premislao II en Poznań, a pesar de las afirmaciones de Enrique III, que consideraba que el tratado firmado en 1290 seguía vigente y, en consecuencia, era su único heredero, al dejar Premislao II una única heredera femenina, Richeza.
Enrique III y Vladislao I concluyeron rápidamente un acuerdo el 10 de marzo de 1296 en Krzywin bajo el cual el duque de Głogovia obtuvo todas las tierras al sur del Río Obra. Al mismo tiempo, Vladislao I designó al hijo mayor de Enrique III, Enrique IV el Sincero como su heredero sobre Poznań, y, en caso de morir sin descendencia masculina, sobre toda la Gran Polonia.

### Guerra contra Bolko I el Estricto
La razón por la que Enrique III hizo tales concesiones a Vladislao I en el tratado de 1296 fue que ya había sido derrotado por Bolko I el Estricto, Duque de Jawor. Cuando Enrique III se quedó en Krzywin, Bolko I tomó Chojnów y Boleslawiec. Gracias a la mediación del rey Wenceslao II de Bohemia, se llegó a un acuerdo sobre Zwanowice en marzo de 1297; el duque de Głogów logró firmar una tregua con el duque de Jawor, pero se vio obligado a renunciar a los distritos mencionados anteriormente.

### Relaciones con Wenceslao II de Bohemia
A finales de la década de 1290, las relaciones entre Enrique y el Rey Wenceslao II de Bohemia mejoraron (por ejemplo, estuvo presente en Praga en la coronación de Wenceslao II en 1297), pero, por otro lado, se deterioraron sus relaciones con Vladislao I el Codito, estallando una guerra. En junio de 1298, en Kościan (y a pesar de la oposición de la nobleza de la Gran Polonia) Enrique III y Vladislao I firmaron un nuevo tratado, en virtud del cual, a cambio de la confirmación de la iglesia y la inclusión en un futuro "Reino" como Canciller, Enrique III prometía apoyar a Vladislao I para lograr para lograr el sometimiento total de la Gran Polonia, Gdansk-Pomerania para que éste pudiera obtener la corona real. El conflicto entre los duques Piastas fue utilizado por el rey Wenceslao II. En el pueblo de Klęka el 23 de agosto de 1299 se concluyó un acuerdo que obligaba a Enrique III a abandonar sus pretensiones sobre toda la Gran Polonia para siempre.

### Disputas con el obispo Jan Romka y Conrado II el Jorobado
Enrique III aceptó inmediatamente la intervención del rey de Bohemia, ya que estaba ocupado en su propio ducado con sus disputas con el Obispo Jan Romka. El conflicto fue causado por el Ducado de Żagań, que anteriormente había pertenecido a su hermano menor Conrado II el Jorobado, y que había sido ocupado por Enrique III en marzo de 1299 cuando Conrado II fue nombrado Patriarca de Aquileia. Pero cuando Conrado II regresó a Żagań, Enrique III no quiso devolverle el Ducado. Incluso después de la intervención de los vasallos y la Iglesia, Enrique III se negó a entregar el ducado a su hermano. El obispo Jan Romka lo excomulgó y apoyó a Conrado II. La lucha con la iglesia no se resolvió hasta el 24 de abril de 1300, confirmando la victoria del Obispo y la restitución de Żagań a Conrado II.

### Aumento del poder de Enrique III. Adopción del título de "Heredero del Reino de Polonia"
El duque de Glogovia no tenía ninguna intención de renunciar a sus pretensiones sobre Gran Polonia, como se evidenció en 1301, cuando adoptó el título: "Heredero del Reino Polaco, Duque de Silesia, Głlogovia y Poznań" (en polaco: "dziedzic Królestwa Polskiego, książę Śląska, pan Głogowa i Poznania"). Esto causó un enfrentamiento con el rey de Bohemia y ahora de Polonia Wenceslao II. La situación se complicó aún más después de 1301, cuando el rey de Bohemia se hizo cargo de la custodia de los hijos de Enrique V el Gordo tras la muerte el 9 de noviembre de 1301 de su tío Bolko I el Estricto. A pesar de la delicada situación, nunca llegó a estallar una guerra, ya que Wenceslao II estaba ocupado tratando de obtener la corona húngara para su hijo. La muerte de Wenceslao II en 1305 y el asesinato de su hijo y sucesor Wenceslao III al año siguiente mejoró las perspectivas de Enrique III en su pretensión sobre Gran Polonia. La muerte de su hermano Conrado II el 11 de octubre de 1304 facilitó aún más la situación de Enrique III, que pudo anexionarse el Ducado de Żagań reunificando así todo el ducado de Glogovia.

### Reclamaciones sobre Gran Polonia.y anexión de territorios por herencia de Premislao II.
En la primavera de 1306 Enrique III avanzó sobre la frontera entre Gran Polonia y Cuyavia (Konin) y Gdańsk Pomerania, obligando a Vladislao I a retirarse. Kalisz resistió las pretensiones del duque, pero en 1307 consiguió arrebatárselo a su gobernante, el duque Boleslao III el Generoso (hijo mayor de Enrique V el Gordo), que también tenía derechos sobre la sucesión de Wenceslao (como marido de su hija menor Margareta); finalmente, toda Gran Polonia fue conquistada por Enrique. Pronto, Enrique III se alió con el nuevo rey de Bohemia Enrique de Carintia para oponerse a los ambiciosos planes de Boleslao III.

### Política interna
En la política interna, Enrique III pudo mantener su ducado lejos de las guerras, lo que mejoró su economía y contribuyó a que su riqueza y prestigio crecieran también. Enrique III también introdujo reformas administrativas y monetarias que afectaron tanto al pueblo llano como a la nobleza y a la propia corte. Además, fundó más de una docena de centros urbanos (como Góra, Wąsosz, Polkowice, Twardogóra, Sulechów, Zielona Góra, Lubin, Przemęt y Kościan).
En sus relaciones con la Iglesia, Enrique III fue un generoso benefactor. Durante su gobierno se fundaron varios monasterios e iglesias parroquiales. Patrocinó también a numerosos artistas, lo que se refleja en la construcción de las lápidas de Enrique IV Probus, Boleslao I el Alto, sus hermanos y padres, en la Colegiata de Glogovia y la de Premislao II en la Catedral de Poznan.

### Fallecimiento y sucesión
Enrique III murió el 11 de diciembre de 1310 y fue enterrado en la Iglesia Cisterciense de Lubiąż. Sus cinco hijos: Enrique IV, Conrado I, Jan, Boleslao y Przemko II, pronto repartieron la herencia de su padre y llevaron a la decadencia del ducado. Además, esta fragmentación política, visible especialmente en la región de la Gran Polonia, asustó a la nobleza local, que pensó que podrían correr el riesgo de perder sus posiciones. Al final, Vladislao I conquistó toda Gran Polonia en 1314.

## Matrimonio y descendencia
En marzo de 1291, Enrique III se casó con Matilde de Brunswick-Luneburgo (Matylda Brunszwicka-Lüneburg; 1276–26 de abril de 1318), hija de Alberto I, Duque de Brunswick-Lüneburg y Alessina, marquesa de Montferrato. Matilde provenía de la influyente Casa de Welf, y su matrimonio con Enrique consolidó una alianza estratégica entre las casas de Brunswick y Głogów. Tuvieron diez hijos:
1. Beatriz de Głogów (Beata Głogowska; c. 1290–1322), casada con Luis IV de Baviera.
2. Enrique IV el Fiel (Henryk IV Wierny; 1291/93–1342), casado con Matilde de Brunswick-Grubenhagen.
3. Conrado I de Oleśnica (Konrad I Oleśnicki; c. 1292/94–1366), casado con Guta de Bohemia.
4. Inés de Głogów (Agnes Głogowska; c. 1293/96–1361), casada primero con Otón III de Baviera, luego con Alram, conde de Hals.
5. Boleslao de Oleśnica (Bolesław Oleśnicki; c. 1295–1321), soltero y sin descendencia conocida.
6. Salomé de Głogów (Salomea Głogowska; c. 1297–1309), fallecida joven.
7. Jan de Ścinawa (Jan Ścinawski; c. 1296/1300–1361/1365), casado con Margarita de Pomerania.
8. Catalina de Głogów (Katarzyna Głogowska; c. 1300/05–1323/1326), casada primero con Juan V de Brandeburgo-Salzwedel y luego con Juan III, conde de Holstein-Plön.
9. Przemko II de Głogów (Przemko II Głogowski; 1300/08–1331), sin matrimonio conocido.
10. Eduviges de Głogów (Jadwiga Głogowska; c. 1308–antes de diciembre de 1309), fallecida joven.

En su testamento, Enrique III dejó Glogovia a su esposa como dote, y ella gobernó la región hasta su fallecimiento en 1318.